# 1913 في الجزائر
الأحداث من عام  1913 في الجزائر.

## الأحداث
- – معركة إيسين بين الاستعمار الفرنسي والطوارق

## المواليد
- 8 مارس – مولود فرعون – أديب وكاتب جزائري يكتب باللغة الفرنسية.